# À la poursuite de la lance sacrée
Ne doit pas être confondu avec Les Aventures de Flynn Carson : Le Mystère de la lance sacrée.
Série
À la poursuite du trésor oublié
(31 août 2008) À la poursuite de la chambre d'ambre
(6 août 2012)
Pour plus de détails, voir Fiche technique et Distribution.
À la poursuite de la lance sacrée (Die Jagd nach der heiligen Lanze) est un téléfilm germanique réalisé par Florian Baxmeyer, diffusé le 1er avril 2010 sur RTL.
C'est le deuxième volet d'une trilogie débutée en 2008 par le téléfilm À la poursuite du trésor oublié (Die Jagd nach dem Schatz der Nibelungen) et qui se terminera par À la poursuite de la chambre d'ambre (2012).

## Synopsis
Allemagne, de nos jours. Le professeur Bachmann a disparu. Il était à la recherche de la Lance sacrée, qui d'après la Légende, aurait percé le corps du Christ sur la Croix. Des pouvoirs d'invincibilité lui sont également attachés. L'archéologue Eik Meiers décide de partir à la recherche du professeur, accompagné de sa fiancée Katharine et de Justus, restaurateur d'œuvres d'art. Ils ont aussi à leurs trousses un terrible baron qui rêve de s'emparer de la Lance pour réaliser de sombres projets.

## Fiche technique
- Titre original : Die Jagd nach der heiligen Lanze [Note 1]
- Titre français : À la poursuite de la lance sacrée [Note 2]
- Titre anglais ou international : Spear of Destiny
- Date de sortie : 2010
- Réalisation : Florian Baxmeyer
- Scénario : Derek Meister
- Musique : Klaus Badelt et Christopher Carmichael
- Direction artistique : Matthias Kammermeier et Markus Wollersheim
- Décors : Matthias Kammermeier
- Costumes : Anne Jendritzko
- Photographie : Peter Krause
- Son : Eberhard Weckerle, Christoph von Schönburg
- Montage : Martin Rahner
- Production : Stefan Raiser, Felix Zackor et Sascha Mürl
- Sociétés de production[1] : Dreamtool Entertainment pour RTL, avec le soutien de Filmstiftung Nordrhein-Westfalen et FFF Bayern
- Sociétés de distribution :
  - Allemagne : RTL (première diffusion à la télévision) ; Sony Pictures Home Entertainment (DVD)
  - France : Zylo (DVD)
- Budget : 7,5 millions de $ (estimation)[2],[3]
- Pays d'origine :  Allemagne
- Langue originale : allemand
- Format[4] : couleur - 1,78:1 (Widescreen) (16:9) - son Dolby Digital
- Genre : Aventures
- Durée : 114 minutes
- Dates de sortie[5] :
  - Allemagne : 1er avril 2010 (diffusion TV)
  - France : 1er juillet 2014 (sortie directement en DVD)[3]
- Classification :
  -  France : Tous publics[6].

## Distribution
- Kai Wiesinger : Eik Meiers
- Bettina Zimmermann : Katharina Bertholdi
- Fabian Busch : Justus
- Sonja Gerhardt : Krimi
- Jürgen Prochnow : Baron von Haan
- Rudolf Martin : Johannes Erlanger
- Hubert Mulzer : Professeur Bachmann
- Christine Theiss : Judith Stein
- Sebastian Müller : Daniel
- Manfred Böll : Goethe
- Maria Hering : Sandra
- Michael Gabel : un industriel
- Phillip Starz : Brautigam
- Lilli Klein : la mariée
- Enrica Gera : la mère de la mariée
- Eduard Muller : frère #1
- Dieter Hochholzer : frère #2
- Werner Kalb : invité #1
- Rolf Berg : invité #2
- Uwe Castor : garde du corps (non crédité)
- Jan Feil : garde du corps #2

 Sauf indication contraire, les informations mentionnées dans cette section peuvent être confirmées par la base de données cinématographiques IMDb,  présente dans la section « Liens externes ».